# Антонов Ан-178
Антонов Ан-178 (укр. Антонов Ан-178) је вишенаменски регионални транспортни двомоторни млазни авион носивости до 18 тона. Развијен је на основи путничког Ан-158, модификација Антонов Ан-148-200. Намењен је да замени застареле Антонов Ан-12, Антонов Ан-26 и Антонов Ан-32 авионе, док му конкуренцију на светском тржишту чине Ембраер KC-390 и Иљушин Ил-214.

## Историја и развој
23. фебруара 2010. године, конструкциони биро АНТК Антонов је преко своје прес службе саопштио о разради пројекта новог теретног авиона Ан-178, на бази путничког Ан-158.
Прва презентација Ан-178 организована је 16. априла 2015. године у хангару фабрике авиона «Авиант», а међународно је представљен у Ле Буржеу 15. јуна 2015. године.
Ан-178 први пут је полетео 7. маја 2015. године на аэродрому «Гостомељ», поред Кијева.

## Дизајн и техничке карактеристике
Према традицији КБ Антонова, Ан-178 може да оперише са писте лошег квалитета, укључујући и оне вештачког коловоза, неасфалтираних аеродрома и планинских аеродрома. Типични војни транспорт укључују три HMMVV возила, 99 војника (80 падобранаца за десант) или 30 рањеника на носилима.
Товарни простор је 16,65 метара дуг, укључујући рампу, или 12,85 метара без рампе. 2,745 метара је ширина пода, површина 40 кв. метара. 2,75 метара је висина товарног простора, а запремина 125 кубних метара, укључујући простор изнад рампе.
Са максималном носивости од 18 тона, долет авиона је 1.000 km (540 nmi), а чак 5.500 km (3.000 nmi) са 5 тона корисног терета.